# HK DOXXbet Detva
HK DOXXbet Detva (celým názvem: Hokejový Klub DOXXbet Detva) je slovenský klub ledního hokeje, který sídlí ve městě Detva v Banskobystrickém kraji. Založen byl v roce 2022, po bývalém klubu HC 07 Detva, který ukončil činnost v seniorském hokeji, pouze mládež nadále pokračovala. Výkonný ředitel firmy 123kuriér Miloš Melník stál o to, aby se ve městě Detva nadále hrál seniorský hokej, vytvořil tak nový klub pod názvem HC 123kuriér Detva. Klub hrál pod tímto názvem jeden rok, poté přišel nový sponzor a tým se přejmenoval na HK DOXXbet Detva. DOXXbet Detva usiloval o postup do 1. ligy, v základní části skončil ve své skupině na prvním místě, v playoff nestačil ve finále nad týmem MŠK Púchov, který zvítězil v rozhodujícím pátém zápase. MŠK Púchov ale postup odmítnul  a HK DOXXbet Detva postoupil do 1. ligy.

## Historické názvy
- 2022 – HC 123kuriér Detva (Hockey Klub 123kuriér Detva)
- 2023 – HK DOXXbet Detva (Hokejový Klub DOXXbet Detva)

## Přehled ligové účasti
Stručný přehled
- 2022–2024 : 1. slovenská hokejová liga (3. ligová úroveň ve Slovensku)
- 2024– : 1. slovenská hokejová liga (2. ligová úroveň ve Slovensku)

Jednotlivé ročníky
| Slovensko (2022–) |                 |           |          |                                                     |                        |
| Sezóny            | Soutěž          | Úroveň    | ZČ       | Play-off, nadstavba, sk. o udržení...               | Poznámky               |
| 2022/2023         | 2. liga - sk. A | 3. úroveň | 1. místo | Finále (prohra 1:3 na zápasy s HKM Rimavská Sobota) |                        |
| 2023/2024         | 2. liga - sk. A | 3. úroveň | 1. místo | Finále (prohra 2:3 na zápasy s MŠK Púchov)          | Administrativní postup |
| 2024/2025         | 1. liga         | 2. úroveň | 9. místo | Předkolo (prohra 0:3 na zápasy s HK TAM Levice)     |                        |

Legenda: ZČ - základní část, červené podbarvení - sestup, zelené podbarvení - postup, fialové podbarvení - reorganizace, změna skupiny či soutěže